# Isabelle Huppert
Isabelle Anne Madeleine Huppert, född 16 mars 1953 i Paris, är en fransk skådespelare. Hon har vunnit pris för Bästa skådespelerska i Cannes för Violette - giftmörderskan (1978) och Pianisten (2001).

## Biografi
Isabelle Huppert är en av Frankrikes mest kända skådespelare. Huppert är troligtvis mest känd för att spela roller som kyliga kvinnor på gränsen till nervsammanbrott. Hon har en lång skådespelarkarriär bakom sig och har varit aktiv inom såväl film som teater. Sedan debuten 1972 har Huppert medverkat i över 90 film- och tvproduktioner. Genombrottet kom i samband med huvudrollen i Spetsknypplerskan (1977).
Hon har prisbelönats för roller i filmer som Pianisten (2001) av Michael Haneke och Ceremonin (1995) av Claude Chabrol. Huppert är en av bara fyra kvinnor som vunnit priset för bästa skådespelerska vid filmfestivalen i Cannes två gånger, för rollerna i Violette - giftmörderskan (1978) och i Pianisten (2001). Vid Golden Globe-galan 2017 vann hon pris för sin roll i Elle. Huppert har under sin karriär upprepade gånger återvänt till samarbeten med många prisbelönta regissörer förutom Claude Chabrol och Michael Haneke, som exempelvis Jean-Luc Godard (Sauve qui peut la vie, Passion) och Bertrand Tavernier. Hon har också spelat med i filmer av Claire Denis (White Material), François Ozon (8 kvinnor) och Olivier Assayas (Ett känsligt öde).

## Filmografi i urval
- 1972 – César och Rosalie
- 1975 – Operation Rosebud

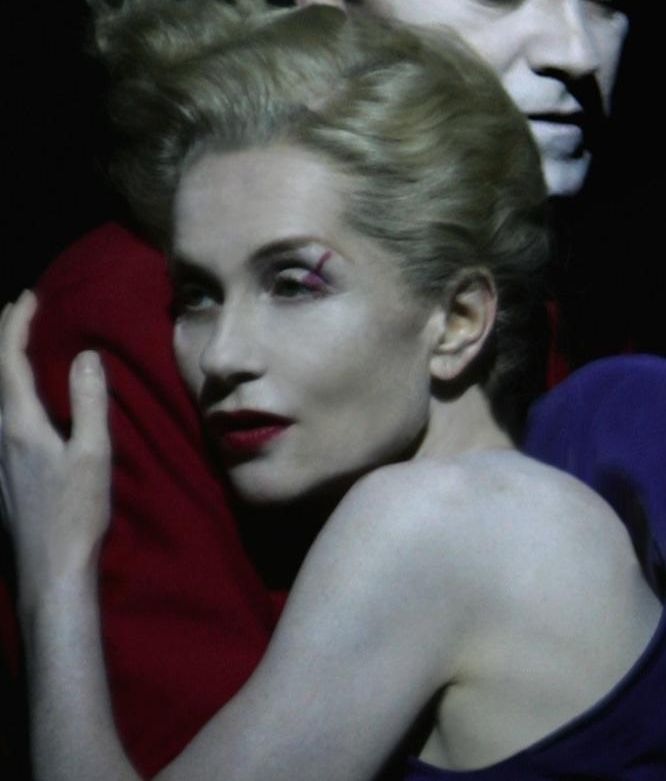
Isabelle Huppert på scen i Paris 2006.

- 1976 – En kvinnlig läkares dagbok
- 1977 – Spetsknypplerskan
- 1978 – Violette - giftmörderskan
- 1979 – Systrarna Brontë
- 1980 – Heaven's Gate
- 1988 – Svart ängel
- 1991 – Madame Bovary
- 1995 – Ceremonin
- 2000 – Ett känsligt öde
- 2000 – Sängfösaren
- 2001 – Pianisten
- 2002 – 8 kvinnor
- 2003 – Vargens tid
- 2004 – Jag och min syster
- 2005 – Gabrielle
- 2006 – Maktens rus
- 2009 – White Material
- 2010 – Copacabana
- 2012 – Amour
- 2016 – Elle
- 2017 – Happy End
- 2022 – Mrs. Harris Goes to Paris